# تأثیر فراگیر ۳
تأثیر فراگیر ۳ یا اثر جرمی ۳ (به انگلیسی: Mass Effect 3) یک بازی ویدئویی به سبک نقش‌آفرینی اکشن با دید سوم شخص است که توسط شرکت بایوور توسعه یافته و الکترونیک آرتس آن را برای مایکروسافت ویندوز، اکس‌باکس ۳۶۰، پلی‌استیشن ۳ و وی یو منتشر کرده‌است. تأثیر فراگیر ۳ در سال ۲۰۱۲ منتشر گردید و به عنوان سومین و آخرین قسمت در مجموعه بازی‌های تأثیر فراگیر و پایان داستان کامندر شپرد است. خبر انتشار نسخه وی یو بازی هنگام کنفرانس نینتندو در ای۳ ۲۰۱۲ رونمایی شد و با نام اثر جرمی ۳: نسخه ویژه به عنوان بازی زمان عرضه در تاریخ ۱۸ نوامبر ۲۰۱۲ برای این کنسول منتشر شد.
اثر جرمی ۳ همانند قسمت‌های پیشین بسیار مورد تحسین قرار گرفت و یک موفقیت تجاری بود. همچنین یک قسمت جدید در این مجموعه با عنوان تأثیر فراگیر: آندرومدا در مارس ۲۰۱۷ منتشر شد. در سال ۲۰۲۱، تأثیر فراگیر ۳ یکبار دیگر به عنوان بخشی از عنوان تأثیر فراگیر: نسخه اساطیر بازسازی شده و در دسترس قرار گرفت.

## روند بازی

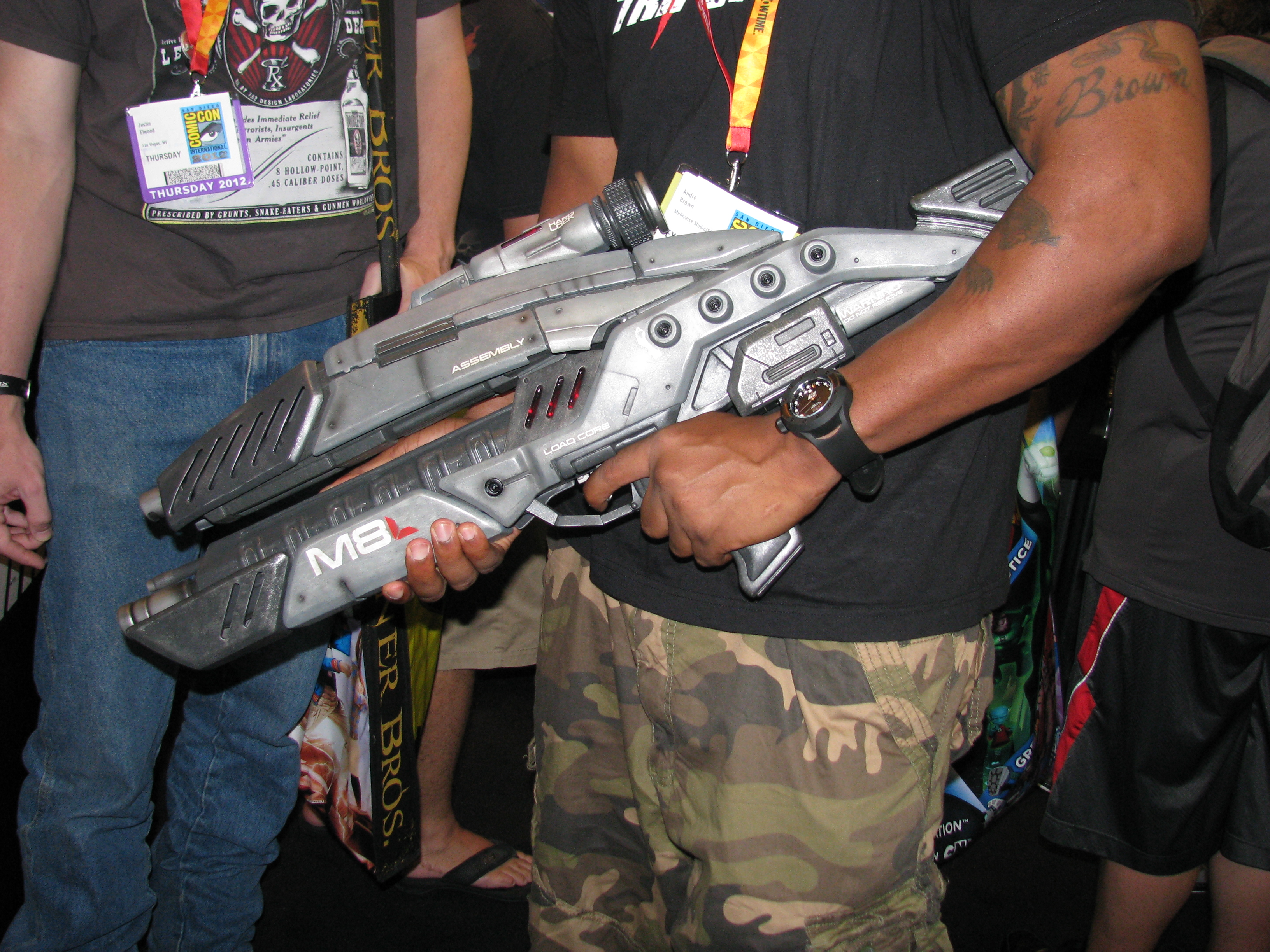
یک بازسازی از تفنگ M-8 Avenger Assault Rifle بازی تاثیر فراگیر ۳ در کامیک کان سن دیگو 2012.

سیستم مبارزه در تأثیر فراگیر ۳ دستخوش تغییر گشته و روانتر شده‌است. سیستم سنگرگیری و هوش مصنوعی بازی بهبود یافته و گزینه‌های بیشتری برای حرکت در میدان نبرد و جنگ تن به تن وجود دارد. حالت چندنفره با قابلیت بازی چهار نفر به صورت کو-آپ در بازی نیز در دسترس است. در این نسخه نیز روندبازی با اجرای پوشه ذخیره برای کسانی که نسخه تأثیر فراگیر ۱ و تأثیر فراگیر ۲ را به اتمام رسانده‌اند و تصمیماتی که در طی داستان بازی‌های قبلی گرفته شده در این نسخه نیز تأثیر خواهند گذاشت.